# NGC 2553
NGC 2553 (другие обозначения — MCG 4-20-14, ZWG 119.31, PGC 23240) — спиральная галактика (S) в созвездии Рака. Открыта Альбертом Мартом в 1865 году.
Абсолютная звёздная величина галактики составляет −21,23m. Галактика имеет два спиральных рукава и внутреннее кольцо. Звёздная масса галактики составляет 2,8⋅1010 M⊙. В галактике практически не происходит звездообразование и отсутствует межзвездный газ — NGC 2553 является примером пассивной спиральной галактики. Эта галактика является частью группы галактик NGC 2563, содержащей 21 галактику.
Этот объект входит в число перечисленных в оригинальной редакции «Нового общего каталога».